# Каплань (Польща)
Каплань (пол. Kapłań) — село в Польщі, у гміні Клюково Високомазовецького повіту Підляського воєводства.
Населення — 97 осіб (2011).
У 1975-1998 роках село належало до Ломжинського воєводства.

## Демографія
Демографічна структура станом на 31 березня 2011 року:
|          | Загалом | Допрацездатний вік | Працездатний вік | Постпрацездатний вік |
| -------- | ------- | ------------------ | ---------------- | -------------------- |
| Чоловіки | 55      | 8                  | 38               | 9                    |
| Жінки    | 42      | 7                  | 20               | 15                   |
| Разом    | 97      | 15                 | 58               | 24                   |